# Keep Them Confused
Keep Them Confused è il settimo album studio della band skate punk No Use for a Name. Considerato il migliore tecnicamente come produzione ed arrangiamenti, è considerato l'album più melodico della band, sia per le differenze musicali che per il cambiamento della tecnica di canto del cantante Tony Sly.

## Tracce
1. Part Two
2. There Will Be Revenge
3. For Fiona
4. Check for a Pulse
5. Divine Let Down
6. Black Box
7. Bullets
8. Failing Is Easier (Part Three)
9. Apparition
10. It's Tragic
11. Killing Time
12. Slowly Fading Fast
13. Overdue

## Formazione
- Tony Sly - voce, chitarra
- Dave Nassie - chitarra
- Matt Riddle - basso
- Rory Koff - batteria